# Неваляшка
Неваля́шка, ва́нька-вста́нька — детская игрушка-кукла, которая при отсутствии внешнего воздействия находится в состоянии устойчивого равновесия, это круглодонная игрушка, обычно имеющая форму яйца, которая имеет тенденцию выпрямляться, когда её толкают под углом, и делает это, по-видимому, в противоречии с тем, как она должна упасть. Игрушка обычно полая с грузом внутри нижней полусферы.
Центр масс куклы находится в её утяжелённом шаровидном основании. При наклоне неваляшки высота центра масс относительно опоры увеличивается, вследствие чего фигурка стремится занять исходное положение.
Точный прототип неизвестен поэтому. 
В 1957 году Всесоюзный научно-исследовательский институт игрушки разработал несколько моделей неваляшек для выпуска на Тамбовском пороховом заводе — одном из крупнейших пороховых предприятий в России, которое производило не только военную, но и гражданскую продукцию. Делать игрушку должны были из целлулоида — побочного продукта производства пороха. Однако из-за легкой воспламеняемости позже его заменили на более качественную пленку ПВХ — бесцветную пластмассу. Согласно одной из версий, Тамбовский пороховой завод был секретным объектом, и потому выпуск игрушек подкреплял его легенду.
В 1958 году началось массовое производство неваляшек: в 1958 году выпустили 120 тысяч экземпляров, а в 1960-м — уже 1,2 миллиона. Продавались ваньки-встаньки не только в СССР. Их закупали Австрия, Германия, Куба, Словакия, Венгрия, Монголия и многие другие страны.
Расцвет производства пришелся на 1970-е годы. В это время в цехе Тамбовского порохового завода, который выпускал неваляшек, работало более 1500 женщин. А в кризисные 1990-е, когда военных заказов не стало, именно игрушки помогли заводу выжить. Поэтому неваляшке даже поставили памятник в центре города Котовска в Тамбовской области, где расположено предприятие.
Продолжают делать неваляшку и в наши дни, в ассортименте Тамбовского порохового завода насчитывается более 30 видов этой игрушки. К классической неваляшке Маше красного цвета, дизайн которой практически не менялся на протяжении более чем 50 лет, добавилась кукла Антон. Выпускают неваляшек и в виде крокодила, зайца, утенка, поросенка. Завод ежегодно производит до ста тысяч игрушек; они продаются не только в нашей стране, но и в США, Германии, Белоруссии, Казахстане, Вьетнаме.
Разные производители игрушек и разные культуры производили непохожие друг на друга игрушки-роли-поли: окиагари-кобоси и некоторые виды японских кукол Дарума, неваляшка или ванька-встанька из России и Уиблс от Playskool. Исторические названия на Руси — «иванец-киванец» и «иван-покиван». Японское окиагари означает «вставать (оки) и вставать (агари)»; характеристика самовосстановления игрушки стала символом способности добиваться успеха, преодолевать невзгоды и восстанавливаться после неудач.
Традиционные китайские образцы (называемые 不倒翁, budaoweng) представляют собой полые глиняные фигурки пухлых детей, но «многие китайские народные артисты формируют свои неваляшки в образе шутовских мандаринов, когда они появляются на сцене; таким образом они высмеивают неэффективность и неумелость бюрократов».
Производитель игрушек рекомендует игрушки-роли-поли для маленьких детей, только развивающих моторику; ребёнок может ударить по нему битой, и он не укатится.
Театр Dynamogene ставит спектакль под названием «Месье Кульбуто», позволяющий публике взаимодействовать с человеком, одетым как игрушка-роли-поли.
В рассказах Энид Блайтон о Нодди есть персонаж мистер Вобблимен, созданный на основе игрушек этого типа.
Одной из марионеток/нечеловеческих ведущих в телешоу Playbus (позже Playdays) был клоун-роли-поли по имени Воббл.